# Вампірина
«Вампірина» (англ. «Vampirina») — ірландсько-американський комп'ютерний анімаційний дитячий телесеріал, створений Кріс Ні.

## Сюжет
Мультсеріал розповідає про юну дівчинку-вампірку, на ім'я Ві, чия родина переїхала жити до Пенсільванії. Тут у новому місті вона прагне знайти друзів серед людей.

## Епізоди
| Сезон | Segments | Епізоди | Епізоди | Оригінальний показ | Оригінальний показ |
| Сезон | Segments | Епізоди | Епізоди | Останній показ     | Перший показ       |
| ----- | -------- | ------- | ------- | ------------------ | ------------------ |
| 1     | 49       | 25      | 25      | 1 жовтня 2017      | 23 листопада 2018  |
| 2     | 49       | 25      | 25      | 7 грудня 2018      | 10 квітня 2020     |
| 3     | 49       | 25      | 25      | 5 жовтня 2020      | 28 червня 2021     |

## Показ в Україні
- Прем'єра в Україні — 3 серпня 2019 року на телеканалі ПлюсПлюс.
- Другий сезон стартував – ? грудня 2019 року
- Третій та фінальний сезон стартував 30 вересня 2022 року.

Перший сезон дубльовано студією «Le Doyen», а другий та третій сезони студією «1+1» на замовлення компанії «Disney Character Voices International».
В першому сезоні ролі дублювали: Галина Дубок, Наталя Ярошенко, Ольга Нека, Іван Розін, Тетяна Чичило, Кирило Свита, Анна Чеснова, Діана Стасюк, Андрій Альохін, Марина Лисюк, Марина Андрощук, Аліна Проценко, Наталя Романько, Дмитро Бузинський, Андрій Соболєв, Валентин Музиченко, Дмитро Рассказов, Павло Скороходько, Дарина Муращенко, Володимир Кокотунов, Дмитро Вікулов, Анна Соболєва, Єлизавета Мастаєва, Надія Кондратовська, Наталя Сумська, Аліна Пересунько, Марія Ніколенко, Юрій Кудрявець, Єлизавета Зіновенко, Михайло Кришталь, Наталя Надірадзе, Максим Кондратюк, Сергій Юрченко, Сергій Кияшко, Людмила Суслова, Тетяна Піроженко, Дмитро Завадський, Євген Сінчуков та інші.